# بایس
بایس (به اسپانیایی: Valls) یک شهرستان و شهر در اسپانیا است که در استان تاراگونا واقع شده‌است.

## خصوصیات
بایس ۵۵٫۲۸ کیلومترمربع مساحت و ۲۵٬۱۵۸ نفر جمعیت دارد و ۲۱۵ متر بالاتر از سطح دریا واقع شده‌است.